# Harry St. John Philby

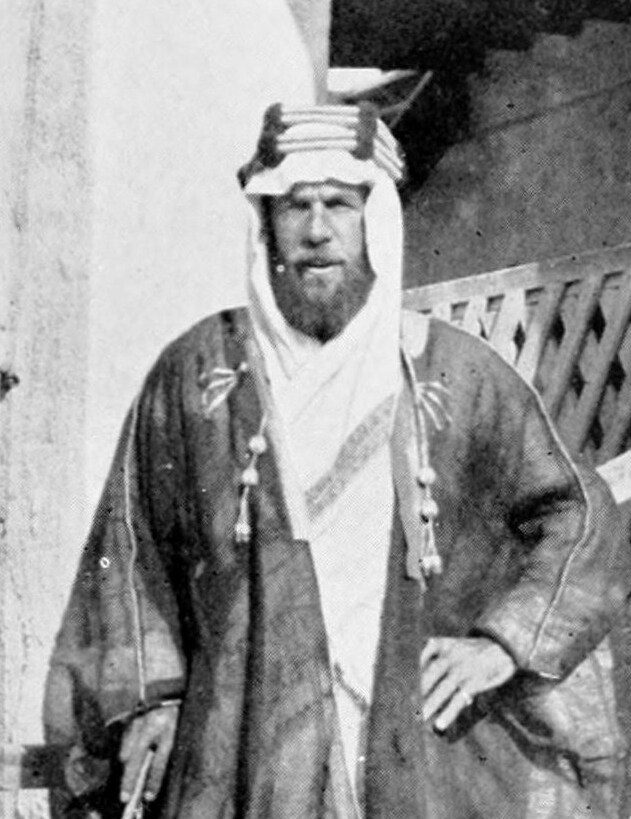
St John Philby w Rijadzie

Harry Saint John Bridger Philby (ur. 3 kwietnia 1885 w Badulla, zm. 30 września 1960 w Bejrucie), znany również jako Sinjin Philby, Jack Philby oraz jako Sheikh Abdullah (jego arabskie imię) – arabista, podróżnik, pisarz oraz oficer brytyjskiego wywiadu. 

## Życiorys
Studiował w Trinity College na Uniwersytecie Cambridge . Po wybuchu I wojny światowej był zaangażowany na Bliskim Wschodzie, gdzie prowadził działalność wywiadowczą. W okresie antytureckiego powstania arabskiego popierał Ibn Sauda w odróżnieniu od władz brytyjskich, które faworyzowały Haszymitów. W 1924 opuścił służbę brytyjską. W 1930 przeszedł na islam i stał się doradcą władz Arabii Saudyjskiej. 
Ojciec radzieckiego szpiega Kima Philby’ego.

## Publikacje
- The heart of Arabia; a record of travel & exploration. (London: Constable) 1922.
- Arabia of the Wahhabis. (London: Constable) 1928.
- Arabia. (London: Ernest Benn) 1930.
- The empty quarter: being a description of the great south desert of Arabia known as Rub 'al Khali (London: Constable & Company Ltd) 1933. scanned book
- Harun al Rashid (London: P. Davies) 1933.
- Routes in south-west Arabia [map]: From surveys made in 1936 (Methuen & Co Ltd) 1936.
- Sheba's daughters; being a record of travel in Southern Arabia (London: Methuen & Co Ltd) 1939.
- A Pilgrim in Arabia (London: The Golden Cockerel Press), [1943].
- The Background of Islam: being a sketch of Arabian history in pre-Islamic times (Alexandria: Whitehead Morris) 1947.
- Arabian Days, an autobiography (London: R. Hale) 1948.
- Arabian Highlands (Ithaca, N.Y.: Cornell University Press) 1952. scanned book
- Arabian Jubilee (London: Hale) [1952]
- Sa′udi Arabia (London: Benn) 1955, New impression: Librairie du Liban, Beirut 1968
- The Land of Midian. (London: Ernest Bean Limited) 1957.
- Forty Years in the Wilderness (London: R. Hale) c1957.
- Arabian Oil Ventures (Washington: Middle East Institute) 1964.